# Oskar Wieczorek
Oskar Wieczorek (ur. 13 czerwca 1994 we Wrocławiu) – polski szachista, arcymistrz od 2019 roku.

## Kariera szachowa
Wielokrotnie startował w finałach mistrzostw Polski juniorów, dwukrotnie zdobywając brązowe medale: w kategorii do 10 lat (Kołobrzeg 2004) oraz do 18 lat (Murzasichle 2011). Był reprezentantem Polski na mistrzostwach świata juniorów (Czarna 2010 – do 20 lat) oraz mistrzostwach Europy juniorów (Herceg Novi 2008 – do 14 lat, Batumi 2010 – do 16 lat, Albena 2011 – do 18 lat). Pięciokrotnie zdobył medale drużynowych mistrzostw Polski juniorów: dwa złote (Ustroń 2011, Suchedniów 2012) oraz trzy srebrne (Gorzów Wielkopolski 2008, Chotowa 2009, Ustroń 2010) – wszystkie w barwach klubu "Polonia" Wrocław. Wielokrotnie startował w drużynowych mistrzostwach Polski, zdobywając trzy brązowe medale w latach 2013, 2016 i 2017 (również w barwach "Polonii" Wrocław). W 2017 r. zdobył w Lublinie srebrny medal Akademickich Mistrzostw Polski, a w 2018 r. w Aracaju, w Brazylii srebrny medal drużynowy Akademickich Mistrzostw Świata.
Normy na tytuł arcymistrza wypełnił na drużynowych mistrzostwach Polski (2016), 
w Legnicy (2018) i na niemieckiej 2. Bundeslidze w sekcji południowej (2019).
W 2008 r. zajął II m. (za Andrejem Żyhałką, z m.in. Łukaszem Cyborowskim) w otwartym turnieju w Rewalu. W 2010 r. zajął II m. (za Andrasem Flumbortem) w turnieju Marienbad Open 2010 - B1 - IM w Mariańskich Łaźniach oraz podzielił II m. w V Międzynarodowym Pucharze Zarządu Głównego AZS we Wrocławiu. W 2011 r. zajął II m. (za Aleksandrem Daninem, przed m.in. Markiem Vokáčem) w turnieju Marienbad Open 2011 - A - GM w Mariańskich Łaźniach, natomiast w 2012 r. w kolejnym kołowym turnieju w Mariańskich Łaźniach zajął IV miejsce (za Grigorijem Oparinem, Konstantinem Czernyszowem i Mohamedem Haddouche). W 2013 r. podzielił II m. (za Łukaszem Cyborowskim, wspólnie z m.in. Mirosławem Grabarczykiem) w turnieju Polonia Wroclaw Chess Cup - GM Tournament we Wrocławiu oraz podzielił I m. (wspólnie z Piotrem Dobrowolskim, Łukaszem Cyborowskim i Danielem Sadzikowskim) w turnieju 8th International Tournament of Polonia Wroclaw Chess Club - Open A, również we Wrocławiu. W 2016 r. podzielił II m. (za Andrijem Wowkiem, wspólnie z Edwinem Van Haastertem) w turnieju 
5° Open Internazionale del Salento - A w Gallipoli. W 2017 r. podzielił II m. (za Lorenzem Lodicim, wspólnie z Piotrem Nguyenem) w turnieju 
5º Festival di Gabicce Mare - A w Gabicce Mare. W 2018 r. zajął samodzielnie I miejsce w XXXIV Pucharze Wojewody Dolnośląskiego w Legnicy, przed m.in. Grzegorzem Nasutą i Pawłem Teclafem.
Najwyższy ranking w dotychczasowej karierze osiągnął 1 maja 2022 r., z wynikiem 2505 punktów zajmował wówczas 26. miejsce wśród polskich szachistów.